# Evangelische Kirche Wemlighausen

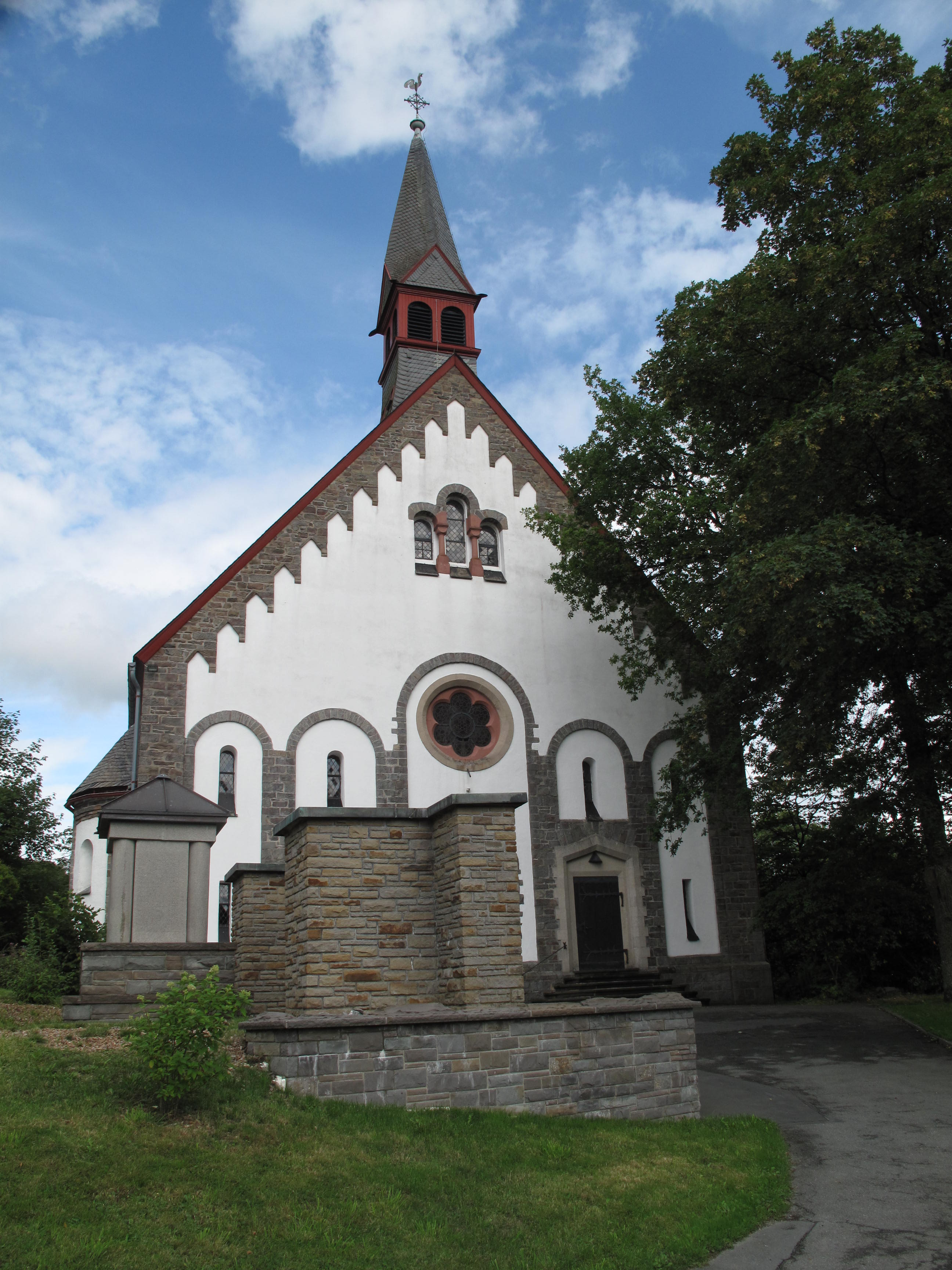
Evangelische Kapelle

Die evangelische Kirche ist ein denkmalgeschütztes Kirchengebäude in Wemlighausen, einem Stadtteil von Bad Berleburg im Kreis Siegen-Wittgenstein (Nordrhein-Westfalen).

## Geschichte und Architektur
Die neuromanische, zweijochige Hallenkirche ist mit 1906 bezeichnet. Der halbrund geschlossene Altarraum ist stark eingezogen. Dem Putzbau mit Bruchsteingliederung ist ein Dachreiter aufgesetzt. An der Westseite sind zwei Eingänge eingelassen. Ursprünglich betraten die Besucher aus Wemlighausen und Schüllar die Kirche getrennt voneinander. In das Mittelschiff sind Stichkappengewölbe eingezogen, in die schmalen Seitenschiffe trapezartige Gewölbejoche. Die Ausstattung stammt überwiegend aus der Bauzeit. Der Altar ist mit 1907 bezeichnet. An der Nord- und Westseite stehen Emporen.

## Ausstattung
Die Orgel wurde 2005 von der Orgelbauwerkstatt Noeske & Kozeluh (Rotenburg) neu erbaut. Das Schleifladen-Instrument hat 8 Register auf einem Manualwerk (C-g3: Principal 8′, Gedackt 8′, Gambe 8′, Octave 4′, Flöte 4′, Flöte 2′, Octave 2′ + Quinte 2 2⁄3′, Tremulant) und Pedal (C-d1: Subbass 16′).